# والدمار یکم

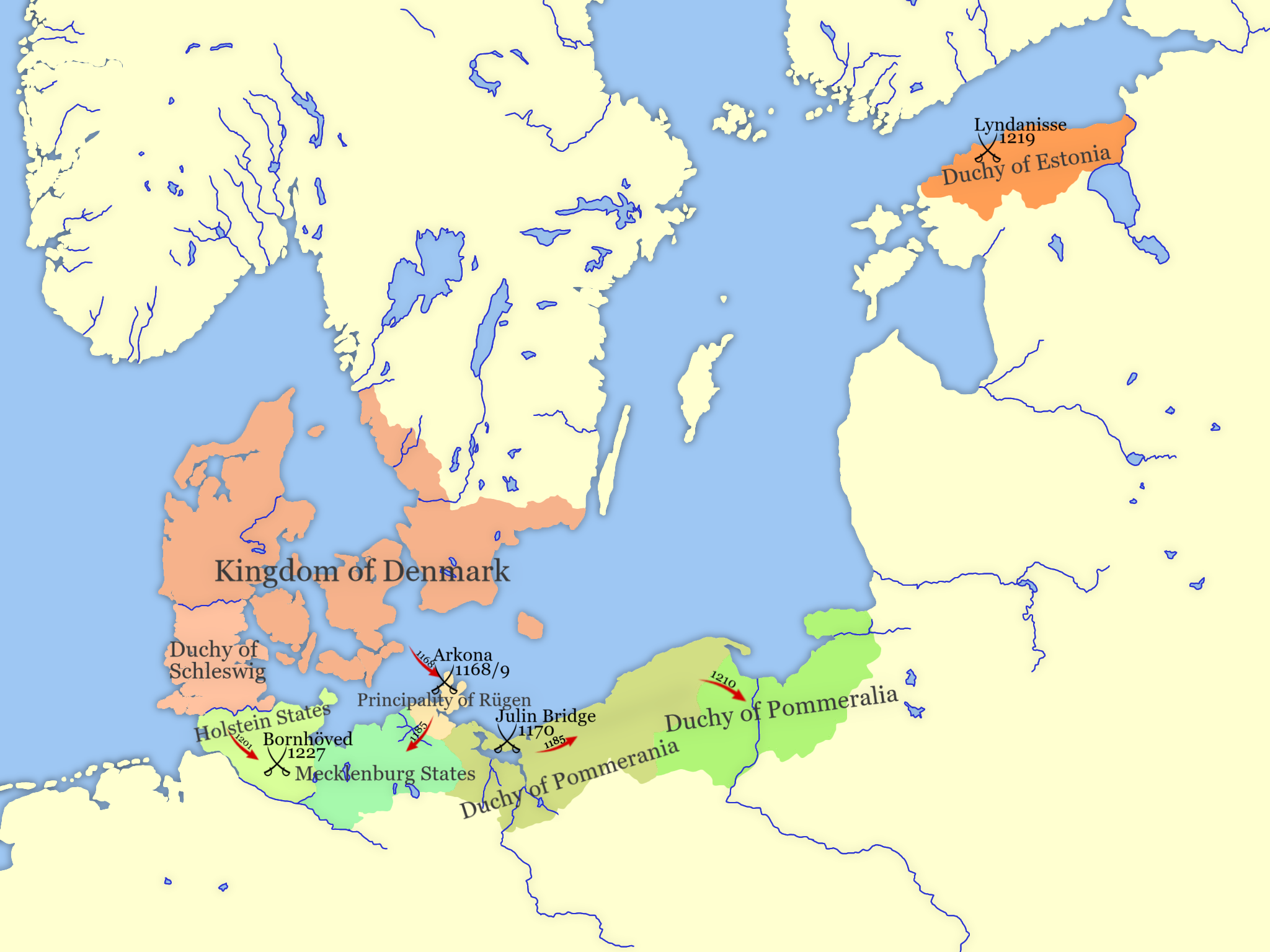
امپراتوری دانمارک و فتوحاتش در ۱۱۶۸ تا ۱۲۲۷

والدمار یکم دانمارک (انگلیسی: Valdemar I of Denmark؛ ۱۴ ژانویه ۱۱۳۱ – ۱۲ مهٔ ۱۱۸۲) پادشاه دانمارک بود. والدمار در سال ۱۱۶۸ میلادی به جزیره روگن در آلمان امروزی یورش برد. در این زمان این جزیره سکونتگاه قبایل اسلاو غیرمسیحی بود که خدایی به نام سوانتویت را پرستش میکردند. این خدا در منطقه آرکونا واقع در جزیره روگن پرستشگاه بزرگی داشت. والدمار پس از پیروزی بت را بر زمین انداخت و دستور داد طنابی به گردن بت بیندازند تا آن را بسوزانند.